# Amniota
Gli Amnioti (Amniota Haeckel, 1866) sono uno dei due cladi di vertebrati tetrapodi (l'altro è Amphibia).
Resti di amnioti primitivi (Palaeothyris e Hylonomus) si trovano già nel carbonifero superiore, ma un possibile amniote arcaico (Casineria) risale al Carbonifero inferiore.
I primi amnioti (ad esempio Casineria kiddi) vissero 340 milioni di anni fa e somigliavano a piccole lucertole. Le loro uova non erano ancora solide, ma ricoperte solamente da una membrana gelatinosa: si pensa che gli animali abbiano cominciato a deporre le uova fuori dall'acqua per evitare i predatori, che a quei tempi erano quasi tutti acquatici.
Probabilmente, le uova venivano deposte in luoghi umidi, quali potevano essere delle depressioni del terreno o dei tronchi cavi.

## Caratteristiche
Sono caratterizzati da uno sviluppo embrionale che presenta la formazione di varie membrane (amnios, corion e allantoide), oltre al sacco vitellino (o sacco del tuorlo), unica membrana presente nell'uovo degli animali meno complessi, compresi pesci e anfibi, perciò detti collettivamente 'anamnioti', in quanto privi di amnios. Negli amnioti non si ha più il passaggio dalla larva alla forma adulta, bensì la nascita di individui che, di solito, mantengono le caratteristiche peculiari dell'adulto nonostante siano in miniatura.
Le caratteristiche embrionali uniche degli amnioti riflettono probabilmente l'adattamento delle uova a sopravvivere in ambienti più secchi.
L'ambiente nel quale si sviluppano gli embrioni, al contrario dell'ambiente esterno, è privo di variazioni in quanto controllato dall'organismo. Una volta comparsi gli annessi embrionali (membrane di cui sopra), è comparso un guscio come sistema protettivo dell'embrione all'interno degli annessi.
Gli amnioti comprendono i vertebrati superiori quindi rettili, uccelli e mammiferi.
Le caratteristiche primitive sono:
- corpo agile
- lunghezza di circa 20 centimetri
- testa piccola rispetto al resto del corpo (che tuttavia permane tuttora)
- mancanza di zanne ma presenza di molti piccoli denti, adatti all'alimentazione a base di invertebrati

1.Guscio
2.Membrana esterna
3.Membrana interna
4.Calaza
5.Albume esterno
6.Albume mezzano
7.Membrana vitellina
8.Latebra
9.Disco germinativo
10.Tuorlo giallo
11.Tuorlo bianco
12.Albume interno
13.Calaza
14.bolla d'aria
15.Cuticola

Fra gli adattamenti a questo scopo vanno annoverati un guscio duro o di consistenza simile al cuoio, in ogni caso poroso, oltre che i reni e l'intestino conformati per evitare la dispersione di liquidi: anche se la stragrande maggioranza dei mammiferi non depone uova, la stessa struttura può essere individuata nella loro placenta.
Evoluzione
I primi amnioti (ad esempio Casineria kiddi) vissero 340 milioni di anni fa e somigliavano a piccole lucertole. Le loro uova non erano ancora solide, ma ricoperte solamente da una membrana gelatinosa: si pensa che gli animali abbiano cominciato a deporre le uova fuori dall'acqua per evitare i predatori, che a quei tempi erano quasi tutti acquatici.
Probabilmente, le uova venivano deposte in luoghi umidi, quali potevano essere delle depressioni del terreno o dei tronchi cavi.
Nei pesci e negli anfibi è presente solamente la membrana interna e si ha uno scambio diretto di ossigeno fra l'uovo e l'ambiente acquatico esterno: per sviluppare un guscio duro che proteggesse le uova, si doveva tenere conto che esso non avrebbe consentito uno scambio di gas così libero. Quando fu trovata la soluzione a tale problema nel permiano  (la camera d'aria, vedere disegno), il nuovo tipo di uova a guscio duro permise ai genitori di deporre uova di maggiori dimensioni: questo significava piccoli di dimensioni maggiori, che a loro volta avrebbero deposto uova di dimensioni ancora maggiori e così via.
Ma una grossa stazza richiede grandi quantità di cibo per essere mantenuta tale, e così gli amnioti cominciarono a nutrirsi non più di insetti o invertebrati, ma anche di piante o di altri amnioti, cambiando sia la forma del corpo sia il comportamento.

## Tassonomia
Il cladogramma presentato qui illustra la filogenia degli amnioti, e segue una versione semplificata delle loro relazioni scoperte da Lauren e Reisz (1995).
|  | †Pareiasauria                       |
|  |                                     |
|  | \| \| †Procolophonoidea \| \| \| \| |
|  |                                     |
|  | †Procolophonoidea                   |
|  |                                     |

|  | †Procolophonoidea |
|  |                   |

|  | †Pareiasauria                       |
|  |                                     |
|  | \| \| †Procolophonoidea \| \| \| \| |
|  |                                     |
|  | †Procolophonoidea                   |
|  |                                     |

|  | †Procolophonoidea |
|  |                   |

|           | †Captorhinidae |
|           | |
| Romeriida | \| \| †Protorothyrididae \| \| \| \| \| \| Diapsida (Lucertole, tartarughe, serpenti, coccodrilli, uccelli ecc.) \| \| \| \| |
|           | \| \| †Protorothyrididae \| \| \| \| \| \| Diapsida (Lucertole, tartarughe, serpenti, coccodrilli, uccelli ecc.) \| \| \| \| |
|           | †Protorothyrididae |
|           | |
|           | Diapsida (Lucertole, tartarughe, serpenti, coccodrilli, uccelli ecc.)                                                        |
|           | |

|  | †Protorothyrididae                                                    |
|  |                                                                       |
|  | Diapsida (Lucertole, tartarughe, serpenti, coccodrilli, uccelli ecc.) |
|  |                                                                       |

|  | †Pareiasauria                       |
|  |                                     |
|  | \| \| †Procolophonoidea \| \| \| \| |
|  |                                     |
|  | †Procolophonoidea                   |
|  |                                     |

|  | †Procolophonoidea |
|  |                   |

|  | †Pareiasauria                       |
|  |                                     |
|  | \| \| †Procolophonoidea \| \| \| \| |
|  |                                     |
|  | †Procolophonoidea                   |
|  |                                     |

|  | †Procolophonoidea |
|  |                   |

|           | †Captorhinidae |
|           | |
| Romeriida | \| \| †Protorothyrididae \| \| \| \| \| \| Diapsida (Lucertole, tartarughe, serpenti, coccodrilli, uccelli ecc.) \| \| \| \| |
|           | \| \| †Protorothyrididae \| \| \| \| \| \| Diapsida (Lucertole, tartarughe, serpenti, coccodrilli, uccelli ecc.) \| \| \| \| |
|           | †Protorothyrididae |
|           | |
|           | Diapsida (Lucertole, tartarughe, serpenti, coccodrilli, uccelli ecc.)                                                        |
|           | |

|  | †Protorothyrididae                                                    |
|  |                                                                       |
|  | Diapsida (Lucertole, tartarughe, serpenti, coccodrilli, uccelli ecc.) |
|  |                                                                       |

|  | †Pareiasauria                       |
|  |                                     |
|  | \| \| †Procolophonoidea \| \| \| \| |
|  |                                     |
|  | †Procolophonoidea                   |
|  |                                     |

|  | †Procolophonoidea |
|  |                   |

|  | †Pareiasauria                       |
|  |                                     |
|  | \| \| †Procolophonoidea \| \| \| \| |
|  |                                     |
|  | †Procolophonoidea                   |
|  |                                     |

|  | †Procolophonoidea |
|  |                   |

|           | †Captorhinidae |
|           | |
| Romeriida | \| \| †Protorothyrididae \| \| \| \| \| \| Diapsida (Lucertole, tartarughe, serpenti, coccodrilli, uccelli ecc.) \| \| \| \| |
|           | \| \| †Protorothyrididae \| \| \| \| \| \| Diapsida (Lucertole, tartarughe, serpenti, coccodrilli, uccelli ecc.) \| \| \| \| |
|           | †Protorothyrididae |
|           | |
|           | Diapsida (Lucertole, tartarughe, serpenti, coccodrilli, uccelli ecc.)                                                        |
|           | |

|  | †Protorothyrididae                                                    |
|  |                                                                       |
|  | Diapsida (Lucertole, tartarughe, serpenti, coccodrilli, uccelli ecc.) |
|  |                                                                       |

|  | †Pareiasauria                       |
|  |                                     |
|  | \| \| †Procolophonoidea \| \| \| \| |
|  |                                     |
|  | †Procolophonoidea                   |
|  |                                     |

|  | †Procolophonoidea |
|  |                   |

|  | †Pareiasauria                       |
|  |                                     |
|  | \| \| †Procolophonoidea \| \| \| \| |
|  |                                     |
|  | †Procolophonoidea                   |
|  |                                     |

|  | †Procolophonoidea |
|  |                   |

|           | †Captorhinidae |
|           | |
| Romeriida | \| \| †Protorothyrididae \| \| \| \| \| \| Diapsida (Lucertole, tartarughe, serpenti, coccodrilli, uccelli ecc.) \| \| \| \| |
|           | \| \| †Protorothyrididae \| \| \| \| \| \| Diapsida (Lucertole, tartarughe, serpenti, coccodrilli, uccelli ecc.) \| \| \| \| |
|           | †Protorothyrididae |
|           | |
|           | Diapsida (Lucertole, tartarughe, serpenti, coccodrilli, uccelli ecc.)                                                        |
|           | |

|  | †Protorothyrididae                                                    |
|  |                                                                       |
|  | Diapsida (Lucertole, tartarughe, serpenti, coccodrilli, uccelli ecc.) |
|  |                                                                       |

|  | †Pareiasauria                       |
|  |                                     |
|  | \| \| †Procolophonoidea \| \| \| \| |
|  |                                     |
|  | †Procolophonoidea                   |
|  |                                     |

|  | †Procolophonoidea |
|  |                   |

|  | †Pareiasauria                       |
|  |                                     |
|  | \| \| †Procolophonoidea \| \| \| \| |
|  |                                     |
|  | †Procolophonoidea                   |
|  |                                     |

|  | †Procolophonoidea |
|  |                   |

|           | †Captorhinidae |
|           | |
| Romeriida | \| \| †Protorothyrididae \| \| \| \| \| \| Diapsida (Lucertole, tartarughe, serpenti, coccodrilli, uccelli ecc.) \| \| \| \| |
|           | \| \| †Protorothyrididae \| \| \| \| \| \| Diapsida (Lucertole, tartarughe, serpenti, coccodrilli, uccelli ecc.) \| \| \| \| |
|           | †Protorothyrididae |
|           | |
|           | Diapsida (Lucertole, tartarughe, serpenti, coccodrilli, uccelli ecc.)                                                        |
|           | |

|  | †Protorothyrididae                                                    |
|  |                                                                       |
|  | Diapsida (Lucertole, tartarughe, serpenti, coccodrilli, uccelli ecc.) |
|  |                                                                       |

|  | †Pareiasauria                       |
|  |                                     |
|  | \| \| †Procolophonoidea \| \| \| \| |
|  |                                     |
|  | †Procolophonoidea                   |
|  |                                     |

|  | †Procolophonoidea |
|  |                   |

|  | †Pareiasauria                       |
|  |                                     |
|  | \| \| †Procolophonoidea \| \| \| \| |
|  |                                     |
|  | †Procolophonoidea                   |
|  |                                     |

|  | †Procolophonoidea |
|  |                   |

|           | †Captorhinidae |
|           | |
| Romeriida | \| \| †Protorothyrididae \| \| \| \| \| \| Diapsida (Lucertole, tartarughe, serpenti, coccodrilli, uccelli ecc.) \| \| \| \| |
|           | \| \| †Protorothyrididae \| \| \| \| \| \| Diapsida (Lucertole, tartarughe, serpenti, coccodrilli, uccelli ecc.) \| \| \| \| |
|           | †Protorothyrididae |
|           | |
|           | Diapsida (Lucertole, tartarughe, serpenti, coccodrilli, uccelli ecc.)                                                        |
|           | |

|  | †Protorothyrididae                                                    |
|  |                                                                       |
|  | Diapsida (Lucertole, tartarughe, serpenti, coccodrilli, uccelli ecc.) |
|  |                                                                       |

|  | †Pareiasauria                       |
|  |                                     |
|  | \| \| †Procolophonoidea \| \| \| \| |
|  |                                     |
|  | †Procolophonoidea                   |
|  |                                     |

|  | †Procolophonoidea |
|  |                   |

|  | †Pareiasauria                       |
|  |                                     |
|  | \| \| †Procolophonoidea \| \| \| \| |
|  |                                     |
|  | †Procolophonoidea                   |
|  |                                     |

|  | †Procolophonoidea |
|  |                   |

|           | †Captorhinidae |
|           | |
| Romeriida | \| \| †Protorothyrididae \| \| \| \| \| \| Diapsida (Lucertole, tartarughe, serpenti, coccodrilli, uccelli ecc.) \| \| \| \| |
|           | \| \| †Protorothyrididae \| \| \| \| \| \| Diapsida (Lucertole, tartarughe, serpenti, coccodrilli, uccelli ecc.) \| \| \| \| |
|           | †Protorothyrididae |
|           | |
|           | Diapsida (Lucertole, tartarughe, serpenti, coccodrilli, uccelli ecc.)                                                        |
|           | |

|  | †Protorothyrididae                                                    |
|  |                                                                       |
|  | Diapsida (Lucertole, tartarughe, serpenti, coccodrilli, uccelli ecc.) |
|  |                                                                       |

|  | †Pareiasauria                       |
|  |                                     |
|  | \| \| †Procolophonoidea \| \| \| \| |
|  |                                     |
|  | †Procolophonoidea                   |
|  |                                     |

|  | †Procolophonoidea |
|  |                   |

|  | †Pareiasauria                       |
|  |                                     |
|  | \| \| †Procolophonoidea \| \| \| \| |
|  |                                     |
|  | †Procolophonoidea                   |
|  |                                     |

|  | †Procolophonoidea |
|  |                   |

|           | †Captorhinidae |
|           | |
| Romeriida | \| \| †Protorothyrididae \| \| \| \| \| \| Diapsida (Lucertole, tartarughe, serpenti, coccodrilli, uccelli ecc.) \| \| \| \| |
|           | \| \| †Protorothyrididae \| \| \| \| \| \| Diapsida (Lucertole, tartarughe, serpenti, coccodrilli, uccelli ecc.) \| \| \| \| |
|           | †Protorothyrididae |
|           | |
|           | Diapsida (Lucertole, tartarughe, serpenti, coccodrilli, uccelli ecc.)                                                        |
|           | |

|  | †Protorothyrididae                                                    |
|  |                                                                       |
|  | Diapsida (Lucertole, tartarughe, serpenti, coccodrilli, uccelli ecc.) |
|  |                                                                       |